# Корыбщина
Корыбщина — деревня в Краснинском районе Смоленской области России. Входит в состав Волковского сельского поселения. Население — 3 жителя (2007 год). 
Расположена в западной части области в 13 км к северо-востоку от Красного, в 11 км южнее автодороги М1 «Беларусь», на берегу реки Днепр. В 8 км севернее деревни расположена железнодорожная станция Велино на линии Москва — Минск. 

## История
В годы Великой Отечественной войны деревня была оккупирована гитлеровскими войсками в июле 1941 года, освобождена в сентябре 1943 года.